# Vestria punctata
Vestria punctata är en insektsart som först beskrevs av Ludwig Redtenbacher 1891.  Vestria punctata ingår i släktet Vestria och familjen vårtbitare. Inga underarter finns listade i Catalogue of Life.